# 王胤祥
王胤祥（1540年—？），字邦瑞，號槐亭，直隸撫寧衛軍籍，直隸丹徒縣人，明朝政治人物。

## 生平
嘉靖三十七年（1558年）戊午科順天府鄉試第一百三十四名舉人。隆慶五年（1571年）中式辛未科會試第一百七十二名，三甲第二百三十名進士。户部觀政，授偃師知縣，萬曆初調郾城縣，萬曆五年（1577年）选授刑科给事中，萬曆七年（1579年）二月升河南驿传道佥事，九年二月升四川左參議，十一年二月升陕西副使，丁憂歸。

## 家族
曾祖王喜；祖父王潾；父王枕，母單氏；前母祁氏。具庆下。弟胤祜。